# La princesa de Clèves
La princesa de Clèves (en francès, La Princesse de Clèves) és una novel·la d'amor protagonitzada per aristòcrates, escrita en francès per Madame de La Fayette i que es va publicar l'any 1678 a París. En la literatura francesa, l'interès d'aquesta obra del segle xvii radica en el fet que fa de pont entre el preciosisme i el classicisme.

## Argument
La novel·la està situada més d'un segle abans de l'època en què va ser escrita, als anys 1558 i 1559, a la cort reial del rei francès (i duc de Bretanya) Enric II. Aquesta cort es mostra en la novel·la com una versió més refinada i distingida de la cort reial contemporània a l'autora, és a dir, la del dèspota Lluís XIV.
A aquesta cort arriba la protagonista, la donzella senyoreta de Chartres, portada per la seva mare amb el fi de buscar-li un marit amb bona posició social i econòmica. La noia es casa amb el pretendent que troba que li convé més, el príncep de Clèves, i així esdevé la princesa de Clèves. Un cop casada, coneix el duc de Nemours, del qual s'enamora platònicament. Ell li correspon, però la princesa no troba bé enganyar carnalment el seu marit tenint relacions sexuals amb el duc. El príncep acaba notant que la princesa està enamorada del duc i, quan ell li pregunta, ella li confessa que s'estimen però que no tenen sexe. El príncep no es creu que es tracti d'amor platònic i això el fa caure malalt de gelosia i mor, però abans de morir demana a la princesa que no es casi mai amb el duc. La jove princesa es tanca en un convent i, amb el temps, el duc acaba oblidant-la.

## Estil
En la literatura francesa, el preciosisme es caracteritza per un llenguatge acurat, que alguns poden trobar rebuscat. Els sentiments s'expressen amb delicadesa. Les dones reivindiquen més llibertat en l'amor alhora que el respecte a les regles socials i els formulismes. És un estil que es desenvolupa als salons de l'alta aristocràcia com a reacció al que els sembla manca de finor.
D'altra banda, el classicisme en literatura francesa es basa en l'equilibri, l'harmonia i sobretot la raó. Si en les belles arts el classicisme cerca la bellesa per mitjà de proporcions i regles que les defineixen, en la llengua francesa se cerca també crear unes regles per a aplicar, per a les quals es pren com a referència la llengua parlada en la cort reial. A més d'altres gèneres literaris, destaca la publicació de diccionaris, com per exemple el de l'Acádémie, el 1694, i gramàtiques, com Remarques sur la langue française de Vaugelas, el 1647.

## Símbol polític al segle XXI
L'any 2009, Nicolas Sarkozy, president de França, parlant d'una propera reforma del sistema educatiu estatal, va fer unes declaracions en què en ridiculitzava l'actual, posant com a exemple aquesta novel·la. Per a ell, el fet que els estudiants de batxillerat l'estudiessin era una pèrdua de temps, ja que "no els serveix per a res", i segon ell era millor dedicar aquestes hores lectives de preparació a temes que siguin més útils per al món industrial, financer i empresarial. Ja n'havia fet altres comentaris semblants el 2006, 2007 i 2008. Això va ser interpretar pel món educatiu com que ni en la universitat ni per a la selectivitat s'ha d'ensenyar a les persones a analitzar el que llegeixen, a crear o a tenir un raonament propi; que per a ell la literatura "antiga" i en general les humanitats són una "pèrdua de temps" i que les persones s'han de formar com a computadores només per a optimar nombres, sense voler demanar-se el que hi pugui haver-ne més enllà. Altres sectors de la societat també es van preocupar que aquest fos el model de perfil desitjat per a futurs alts funcionaris i l'elit que representa que formen les anomenades "Grands Écoles" (universitats franceses a les quals s'entra per selectivitat, altres universitats tenen nombre il·limitat de places i hi entra qui vulgui).
En aquest context, va néixer una reacció, sobretot en instituts i algunes universitats, consistent a llegir aquest llibre com a queixa contra la reforma educativa i, de vegades, fins i tot antisarkozista en general. Se'n van fer lectures públiques, es van enviar exemplars de la novel·la a la casa presidencial i les vendes del llibre van augmentar sensiblement, amb el doble de vendes respecte a l'any anterior.